# Балкарці
Балка́рці (самоназва таулу, рос. балкарцы) — один із давніх гірських тюркських народів Північного Кавказу.

## Територія проживання і чисельність

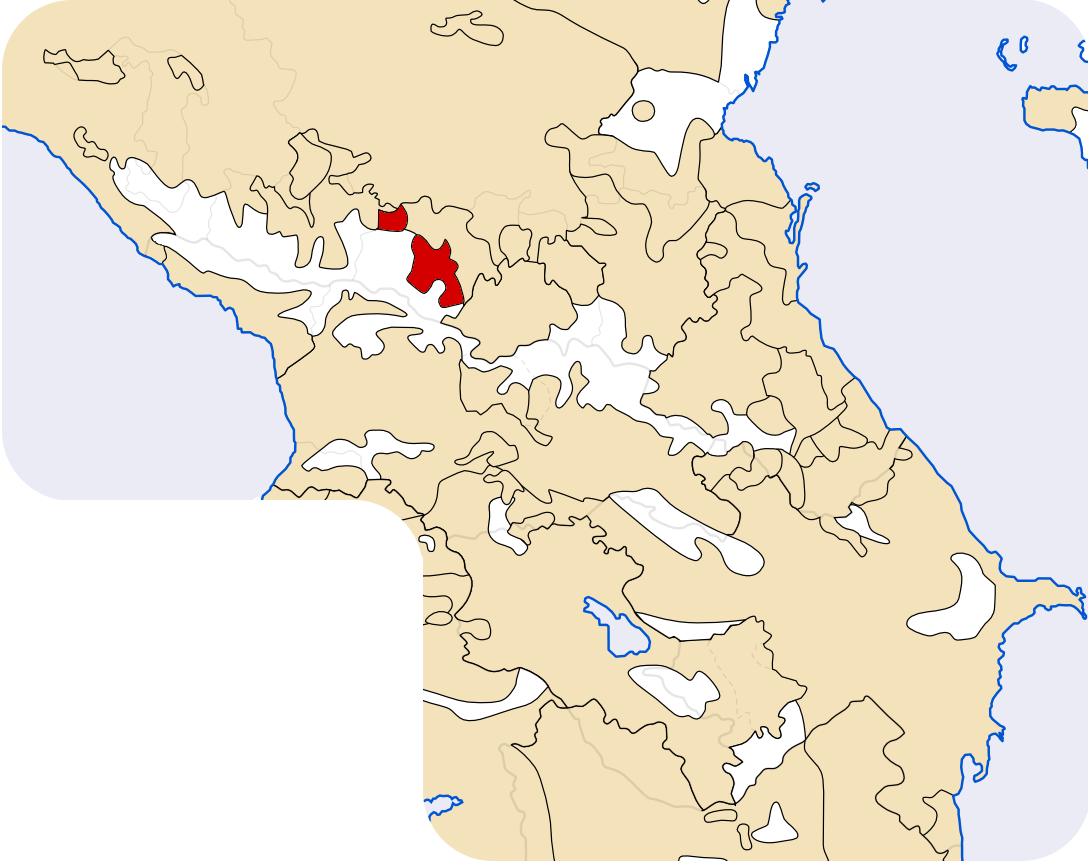
Етнічна територія балкарців

Балкарці, як і карачаївці, є корінним північно-кавказьким народом, що проживає в Кабардино-Балкарії, населяючи переважно її гірські і передгірські райони у верхів'ї річок Хазнідон, Черек—Балкарський (малкарці), Черек-Безенгієвський (безенгійці, холамці), Чегем (чегемці), Баксан (баксанці або в минулому — урусбіївці) та Малка (малкарці).
Чисельність балкарців у Росії за даними перепису населення 2002 року — 108 426 особи, з них 104 951 особа (бл. 97 % усіх російських балкарців) — у Кабардино-Балкарії, де вони складають понад 11,5 % населення, будучи чисельно третім народом республіки. Російський перепис населення 2010 року зафіксував близько 113 тис. осіб, які ідентифікували себе як «балкарці».
Балкарські общини є також у Казахстані, Узбекистані та країнах, куди балкарці-мухаджири в різний час емігрували — Туреччині, США тощо.
Перепис населення в Україні 2001 року зафіксував проживання в країні 206 представників балкарського етносу, з них 1/5 (40 осіб) як рідну вказали мову своєї національності, майже щошостий (36 осіб) рідною вважали українську, решта — переважно російську (115 осіб).
Т.ч. чисельність балкарців у світі становить бл. 130 тис. осіб (оцінка, поч. 2000-х рр.).

## Мова і релігія
Балкарці разом зі спорідненими карачаївцями розмовляють карачаєво-балкарською мовою, що належить до західно-кипчацької підгрупи тюркської групи алтайської мовної сім'ї. Переважна більшість балкарців також вільно володіє російською мовою. Писемність на основі кирилиці.
Майже всі балкарці за віросповіданням мусульмани-суніти.

## Національний рух
Під час кризи в СРСР у Балкарії утворилося кілька націоналістичних організацій — Національна рада балкарського народу, Ліга відродження Балкарії, Тере. Пропонувалося утворити республіку Балкарію та об'єднати її з Карачаєм, населеним близькоспорідненими з балкарцями карачаєвцями. 17 листопада 1991 року на другому З'їзді балкарського народу була проголошена Республіка Балкарія. 29 грудня 1991 року в усіх балкарських поселеннях був проведений референдум про створення балкарської республіки, на якому за вихід балкарців зі складу Кабардино-Балкарії проголосували 95% від тих, хто взяв участь у референдумі, і 80,5% від тих, хто був занесений у списки. Тим не менше, республіка не почала функціонувати фактично. Друга спроба створити республіку була зроблена у 1996 році на черговому З'їзді балкарців, однак вона закінчилася арештами та обшуками.

## Виноски
1. ↑  Перепис населення в Росії 2002 року (рос.). Архів оригіналу за 1 лютого 2013. Процитовано 19 лютого 2009.
2. ↑  Результати перепису населення Російської Федерації 2010 року (національний склад) [Архівовано 4 грудня 2013 у Wayback Machine.] (рос.)
3. ↑  Перепис населення в Україні 2001 року (укр.)[недоступне посилання з серпня 2019]
4. ↑  Simons, Gary F. and Charles D. Fennig (eds.). 2018. Ethnologue: Languages of the World (вид. 21). Dallas, Texas: SIL International. Online version: Karachay-Balkar. A language of Russian Federation, архів оригіналу: (англ.)
5. ↑  Светлана Червонная Тюркский мир Северного Кавказа: этнические вызовы и тупики федеральной политики // Журнал «Казанский федералист» / 2002 / номер 1, зима, 2002
6. ↑  С.АККИЕВА Лозунг национального самоопределения и политическая борьба в Кабардино-Балкарии. 1989–1996
7. ↑  Кризисные явления и демократические реформы в Кабардино — Балкарии в 1985–2004 г.
8. ↑  Национальные движения в Кабардино-Балкарской республике
9. ↑  «БАЛКАРИЯ» № 2 (13) Август 2003 года
10. ↑  Голос КАБАРДЫ No4, март — апрель 2011 г.[недоступне посилання]
11. ↑  Сергей МАРКЕДОНОВ. География межэтнических конфликтов на постсоветском пространстве. Большой Кавказ (4)
12. ↑  «СОВЕТ СТАРЕЙШИН БАЛКАРСКОГО НАРОДА КБР». «Аналитическая справка»[недоступне посилання]